# Sopronnémeti
Sopronnémeti ist eine ungarische Gemeinde im Kreis Csorna im Komitat Győr-Moson-Sopron. Sie liegt an dem kleinen Fluss Keszeg-ér südlich von Csorna.

## Gemeindepartnerschaften
- Găiești, Rumänien
- Malá Mača, Slowakei
- Suveica, Rumänien

## Sehenswürdigkeiten
- Evangelische Kirche, erbaut 1992–1997 nach Plänen von  Tamás Nagy
- Römisch-katholische Kirche Szent András apostol, erbaut 1717 (Barock)
- Schloss Sághy (Sághy-kastély), erbaut im 19. Jahrhundert

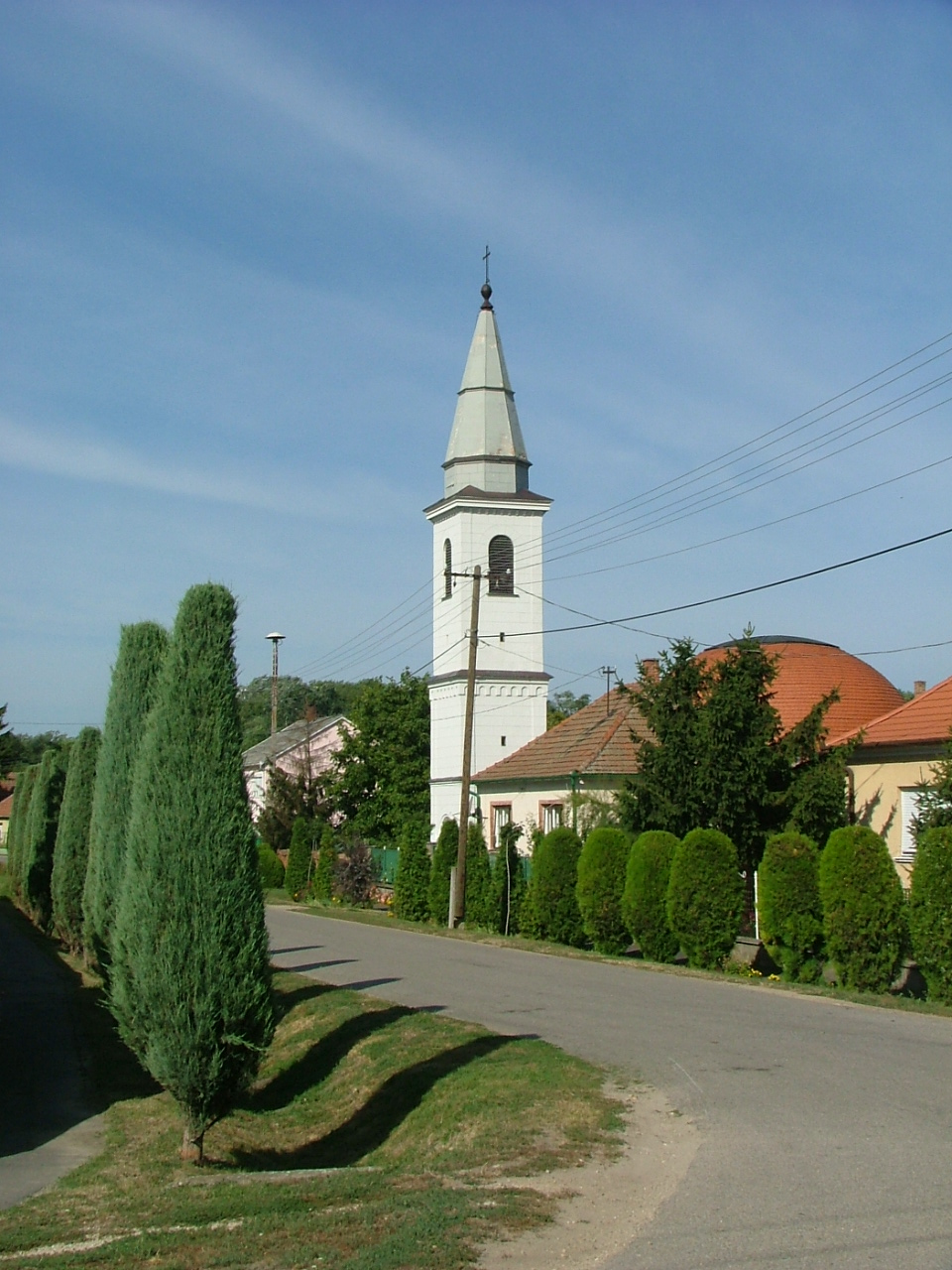
Evangelische Kirche in Sopronnémeti
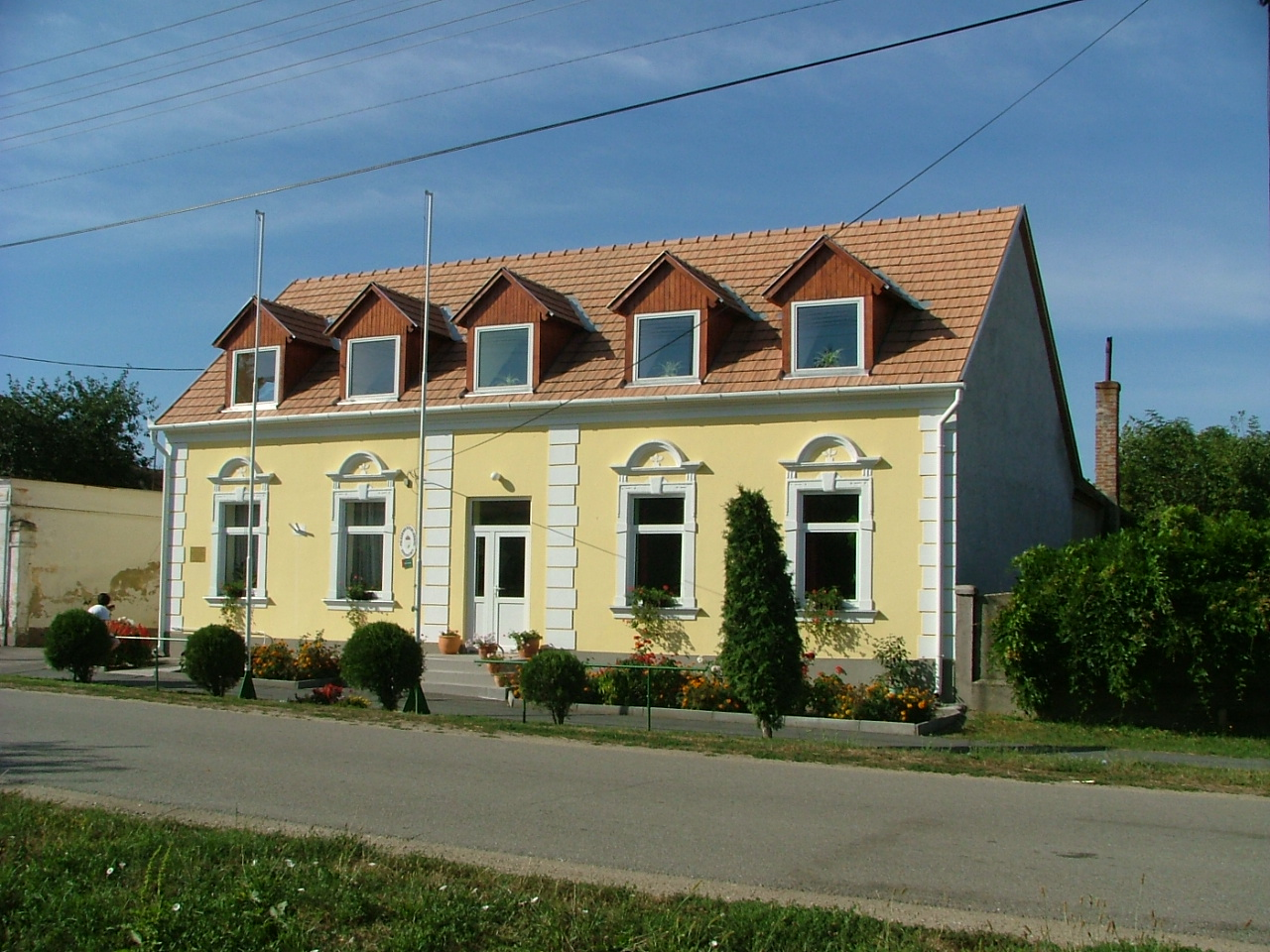
Gemeindeverwaltung in Sopronnémeti
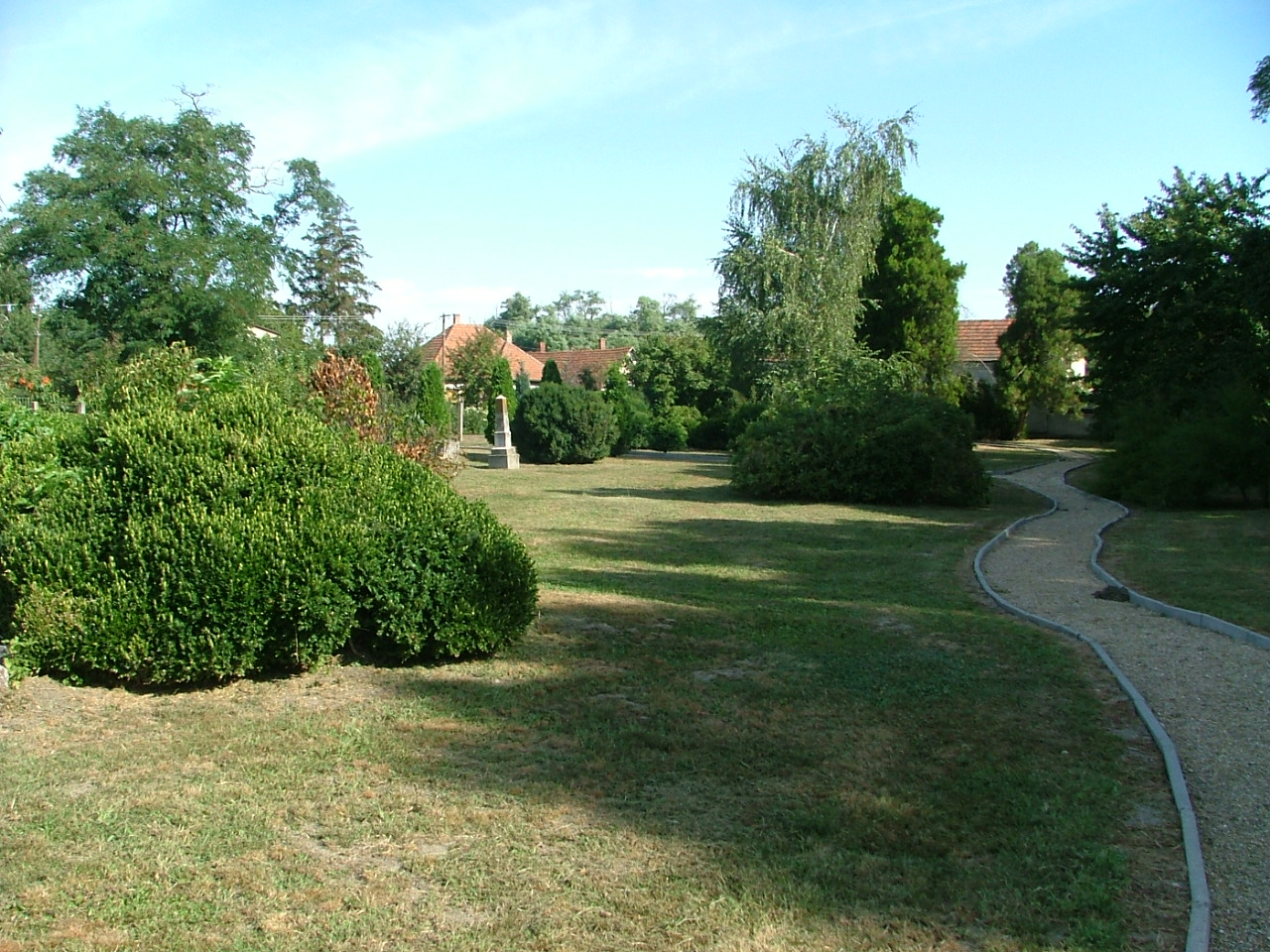
Gemeindepark

## Verkehr
In Sopronnémeti kreuzen sich die Landstraßen Nr. 8602 und Nr. 8604, südlich des Ortes verläuft die Autobahn M86. Der am südlichen Rand der Gemeinde gelegene Bahnhof Szil-Sopronnémeti liegt an der Bahnstrecke Porpác–Hegyeshalom.